# رقم كمي

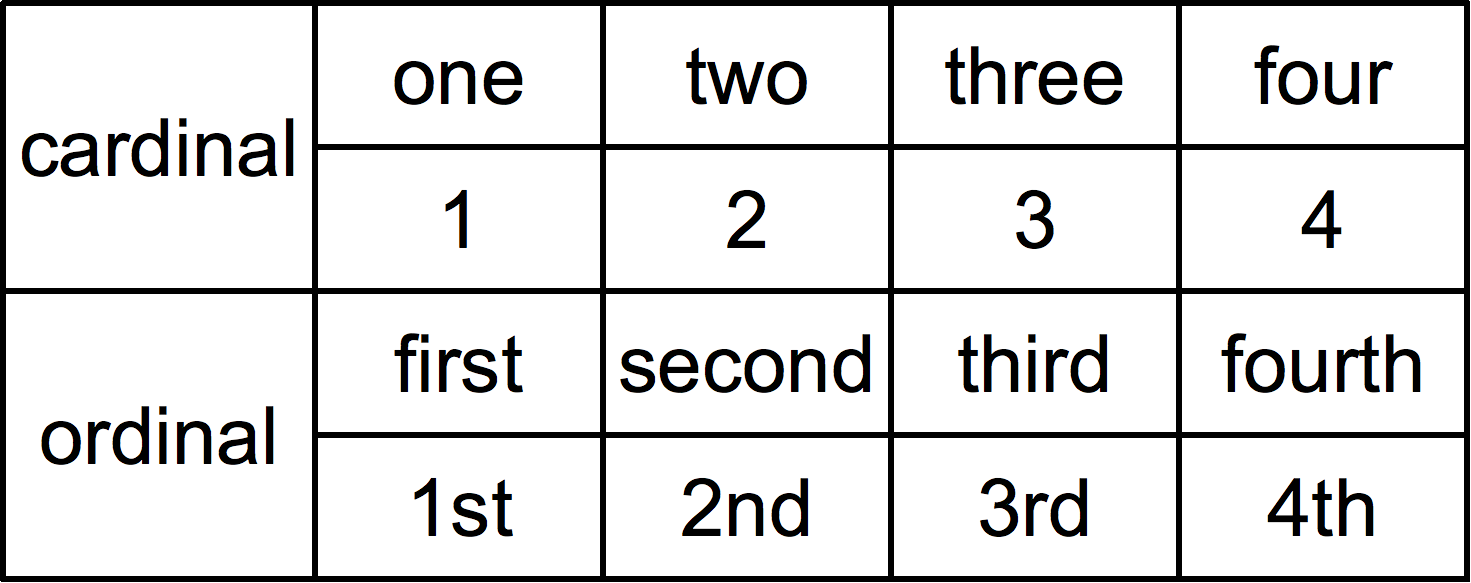

في مجال اللغويات تمثل الأرقام الكمية الكلمات التي توصف بها الأرقام الدالة على الكميات مثل قولنا : (واحد، اثنين، ثلاث،.... إحدى عشر، اثناعشر...) وهذا ما يميزها عن الأرقام الترتيبية وهي الكلمات التي تدل على ترتيب الأشياء وفق نظامها المتبع مثل قولنا : (أول، ثان، ثالث،...).
في الرياضيات تستخدم الأرقام الكمية لتدل على حجم المجموعة.